# 대한민국의 산업통상자원부 차관
산업통상자원부 차관(産業通商資源部 次官)은 장관을 보좌하는 직위로, 정무직공무원으로 보한다.

## 임명
- 산업통상자원부 차관은 대통령이 임명한다.

## 역할
- 산업통상자원부 차관은 장관을 보좌하여 소관사무를 처리하고 소속공무원을 지휘·감독하며, 장관이 사고로 직무를 수행할 수 없으면 그 직무를 대행한다.

## 역대 차관

### 상공부 차관
| 정부        | 대수           | 이름                              | 임기                              | 비고     |
| ----------- | -------------- | --------------------------------- | --------------------------------- | -------- |
| 제1공화국   | 초대           | 임문환(任文桓)                    | 1948년 8월 15일]~ 1948년 10월 3일 |          |
| 제1공화국   | 2대            | 김수학(金秀學)                    | 1948년 10월 4일~1949년 9월 15일   |          |
| 제1공화국   | 3대            | 한통숙(韓通淑)                    | 1949년 9월 15일~1950년 5월 22일   |          |
| 제1공화국   | 4대            | 이병호(李丙虎)                    | 1950년 5월 22일~1952년 4월 29일   |          |
| 제1공화국   | 5대            | 함덕용(咸德用)                    | 1952년 4월 30일~1952년 11월 20일  |          |
| 제1공화국   | 6대            | 임정규(林禎奎)                    | 1952년 11월 20일~1953년 10월 20일 |          |
| 제1공화국   | 7대            | 윤인상(尹仁上)                    | 1953년 10월 20일~1954년 7월 12일  |          |
| 제1공화국   | 8대            | 배응도(裵應道)                    | 1954년 7월 12일~1955년 9월 20일   |          |
| 제1공화국   | 9대            | 김의창(金義昌)                    | 1955년 9월 22일~1959년 12월 15일  |          |
| 제1공화국   | 10대           | 김치영(金致榮)                    | 1959년 12월 15일~1960년 6월 3일   |          |
| 제1공화국   | 11대           | 나익진(羅翼鎭)                    | 1960년 6월 3일~1960년 8월 23일    |          |
| 제2공화국   | 12대           | 김재곤(金載坤)                    | 1960년 8월 23일~1961년 5월 13일   | 정무차관 |
| 제2공화국   | 12대           | 진의종(陳懿鍾)                    | 1960년 8월 30일~1960년 10월 4일   | 사무차관 |
| 제2공화국   | 13대           | 박상운(朴商雲)                    | 1960년 10월 4일~1961년 5월 3일    | 사무차관 |
| 제2공화국   | 14대           | 박충훈(朴忠勳)                    | 1961년 5월 3일~1961년 5월 13일    | 사무차관 |
| 제2공화국   | 15대           | 박민기(朴珉基)                    | 1961년 5월 13일~1961년 5월 18일   |          |
| 제2공화국   | 16대           | 박충훈(朴忠勳)                    | 1961년 8월 25일~1963년 2월 8일    |          |
| 제2공화국   | 17대           | 김송환(金松煥)                    | 1963년 2월 8일~1964년 1월 8일     |          |
| 제3공화국   | 17대           | 김송환(金松煥)                    | 1963년 2월 8일~1964년 1월 8일     |          |
| 18대        | 김규민(金奎敏) | 1964년 1월 8일~1964년 6월 12일    |                                   |          |
| 19대        | 김정렴(金正濂) | 1964년 6월 12일~1966년 1월 26일   |                                   |          |
| 20대        | 이철승(李喆承) | 1966년 1월 26일~1970년 1월 8일    |                                   |          |
| 21대        | 김우근(金禹根) | 1970년 1월 8일~1972년 3월 7일     |                                   |          |
| 22대        | 김용환(金龍煥) | 1972년 3월 7일~1972년 8월 2일     |                                   |          |
| 제4공화국   | 23대           | 심의환(沈宜渙)                    | 1972년 8월 3일~1977년 12월 23일   |          |
| 제4공화국   | 24대           | 배상욱(裵相稶)                    | 1977년 12월 23일~1979년 12월 13일 |          |
| 제4공화국   | 25대           | 최창락(崔昌洛)                    | 1979년 12월 30일~1980년 9월 9일   |          |
| 제4공화국   | 26대           | 김선길(金善吉)                    | 1980년 9월 9일~1981년 10월 30일   |          |
| 제5공화국   | 26대           | 김선길(金善吉)                    | 1980년 9월 9일~1981년 10월 30일   |          |
| 27대        | 금진호(琴震鎬) | 1981년 10월 31일~1983년 10월 15일 |                                   |          |
| 28대        | 김기환(金基桓) | 1983년 10월 15일~1984년 3월 27일  |                                   |          |
| 29대        | 김세진(金世珍) | 1984년 3월 28일~1984년 4월 24일   |                                   |          |
| 30대        | 최호중(崔浩中) | 1984년 4월 25일~1985년 10월 18일  |                                   |          |
| 31대        | 홍성좌(洪性佐) | 1985년 10월 19일~1988년 3월 4일   |                                   |          |
| 노태우 정부 | 32대           | 허남훈(許南薰)                    | 1988년 3월 5일~1988년 12월 12일   |          |
| 노태우 정부 | 33대           | 임인택(林寅澤)                    | 1988년 12월 13일~1990년 12월 27일 |          |
| 노태우 정부 | 34대           | 박용도(朴鎔道)                    | 1990년 12월 28일~1993년 3월 4일   |          |

### 동력자원부 차관
| 정부        | 대수           | 이름                            | 임기                             | 비고 |
| ----------- | -------------- | ------------------------------- | -------------------------------- | ---- |
| 제4공화국   | 초대           | 유각종(劉珏鍾)                  | 1978년 1월 1일~1980년 7월 9일    |      |
| 제4공화국   | 2대            | 최동규(崔東奎)                  | 1980년 7월 19일~1983년 10월 14일 |      |
| 제5공화국   | 2대            | 최동규(崔東奎)                  | 1980년 7월 19일~1983년 10월 14일 |      |
| 3대         | 이봉서(李鳳瑞) | 1983년 10월 15일~1988년 3월 4일 |                                  |      |
| 노태우 정부 | 4대            | 이진설(李鎭卨)                  | 1988년 3월 5일~1989년 7월 20일   |      |
| 노태우 정부 | 5대            | 장상현(張相鉉)                  | 1989년 7월 21일~1990년 6월 20일  |      |
| 노태우 정부 | 6대            | 강현욱(姜賢旭)                  | 1990년 6월 21일~1991년 5월 27일  |      |
| 노태우 정부 | 7대            | 김시형(金時衡)                  | 1991년 5월 28일~1993년 3월 3일   |      |

### 상공자원부 차관
| 정부        | 대수 | 이름           | 임기                             | 비고 |
| ----------- | ---- | -------------- | -------------------------------- | ---- |
| 김영삼 정부 | 초대 | 이동훈(李東勳) | 1993년 3월 4일~1994년 5월 23일   |      |
| 김영삼 정부 | 2대  | 박운서(朴雲緖) | 1994년 5월 23일~1994년 12월 24일 |      |

### 통상산업부 차관
| 정부        | 대수 | 이름           | 임기                              | 비고 |
| ----------- | ---- | -------------- | --------------------------------- | ---- |
| 김영삼 정부 | 1대  | 박운서(朴雲緖) | 1994년 12월 24일~1995년 12월 26일 |      |
| 김영삼 정부 | 2대  | 안광구(安光叴) | 1995년 12월 26일~1996년 12월 20일 |      |
| 김영삼 정부 | 3대  | 강만수(姜萬洙) | 1996년 12월 24일~1997년 3월 7일   |      |
| 김영삼 정부 | 4대  | 한덕수(韓悳洙) | 1997년 3월 7일~1998년 3월 8일     |      |

### 산업자원부 차관

#### 산업자원부 차관
| 정부        | 대수 | 이름           | 임기                            | 비고 |
| ----------- | ---- | -------------- | ------------------------------- | ---- |
| 김대중 정부 | 초대 | 최홍건(崔弘健) | 1998년 3월 9일~1999년 5월 25일  |      |
| 김대중 정부 | 2대  | 오영교(吳盈敎) | 1999년 5월 26일~2001년 4월 1일  |      |
| 김대중 정부 | 3대  | 이희범(李熙範) | 2001년 4월 2일~2002년 2월 4일   |      |
| 김대중 정부 | 4대  | 임내규(林來圭) | 2002년 2월 5일~2003년 3월 2일   |      |
| 노무현 정부 | 5대  | 김칠두(金七斗) | 2003년 3월 3일~2004년 7월 19일  |      |
| 노무현 정부 | 6대  | 조환익(趙煥益) | 2004년 7월 20일~2005년 7월 20일 |      |

#### 산업자원부 제1차관
| 정부        | 대수 | 이름           | 임기                            | 비고 |
| ----------- | ---- | -------------- | ------------------------------- | ---- |
| 노무현 정부 | 7대  | 조환익(趙煥益) | 2005년 7월 20일~2006년 1월 31일 |      |
| 노무현 정부 | 8대  | 김종갑(金鍾甲) | 2006년 2월 1일~2007년 2월 9일   |      |
| 노무현 정부 | 9대  | 오영호(吳永鎬) | 2007년 2월 9일~2008년 2월 28일  |      |

#### 산업자원부 제2차관
| 정부        | 대수 | 이름           | 임기                           | 비고 |
| ----------- | ---- | -------------- | ------------------------------ | ---- |
| 노무현 정부 | 7대  | 이원걸(李源杰) | 2005년 7월 28일~2007년 2월 6일 |      |
| 노무현 정부 | 8대  | 이재훈(李載勳) | 2007년 2월 9일~2008년 2월 28일 |      |

### 정보통신부 차관
| 정부        | 대수 | 이름           | 임기                              | 비고 |
| ----------- | ---- | -------------- | --------------------------------- | ---- |
| 김영삼 정부 | 1대  | 이계철(李啓徹) | 1994년 12월 16일~1996년 12월 23일 |      |
| 김영삼 정부 | 2대  | 박성득(朴成得) | 1996년 12월 24일~1998년 3월 8일   |      |
| 김대중 정부 | 3대  | 정홍식(鄭弘植) | 1998년 3월 9일~1998년 5월 29일    |      |
| 김대중 정부 | 4대  | 안병엽(安炳燁) | 1998년 5월 30일~2000년 2월 13일   |      |
| 김대중 정부 | 5대  | 김동선(金東善) | 2000년 2월 14일~2002년 2월 4일    |      |
| 김대중 정부 | 6대  | 김태현(金泰賢) | 2002년 2월 5일~2003년 3월 2일     |      |
| 노무현 정부 | 7대  | 변재일(卞在一) | 2003년 3월 3일~2004년 1월 28일    |      |
| 노무현 정부 | 8대  | 김창곤(金彰坤) | 2004년 1월 29일~2005년 1월 20일   |      |
| 노무현 정부 | 9대  | 노준형(盧俊亨) | 2005년 1월 20일~2006년 3월 28일   |      |
| 노무현 정부 | 10대 | 유영환(柳英煥) | 2006년 3월 28일~2007년 8월 31일   |      |
| 노무현 정부 | 11대 | 김동수(金東洙) | 2007년 8월 31일~2008년 2월 29일   |      |

### 과학기술부 차관
| 정부        | 대수 | 이름           | 임기                             | 비고 |
| ----------- | ---- | -------------- | -------------------------------- | ---- |
| 김대중 정부 | 1대  | 송옥환(宋鈺煥) | 1998년 3월 9일~1999년 5월 25일   |      |
| 김대중 정부 | 2대  | 조건호(趙健鎬) | 1999년 5월 26일~2000년 1월 26일  |      |
| 김대중 정부 | 3대  | 한정길(韓錠吉) | 2000년 1월 27일~2001년 4월 1일   |      |
| 김대중 정부 | 4대  | 류희열(柳熙烈) | 2001년 4월 2일~2002년 7월 18일   |      |
| 김대중 정부 | 5대  | 이승구(李昇九) | 2002년 7월 19일~2003년 3월 3일]  |      |
| 노무현 정부 | 6대  | 권오갑(權五甲) | 2003년 3월 3일~2004년 1월 28일   |      |
| 노무현 정부 | 7대  | 임상규(任祥奎) | 2004년 1월 29일~2004년 10월 26일 |      |
| 노무현 정부 | 8대  | 최석식(崔石植) | 2004년 10월 28일~2006년 1월 31일 |      |
| 노무현 정부 | 9대  | 박영일(朴永逸) | 2006년 2월 1일~2007년 7월 26일   |      |
| 노무현 정부 | 10대 | 정윤(鄭潤)     | 2007년 7월 27일~2008년 2월 28일  |      |

### 재정경제부 차관

#### 재정경제부 차관
| 정부        | 대수 | 이름           | 임기                            | 비고 |
| ----------- | ---- | -------------- | ------------------------------- | ---- |
| 김대중 정부 | 5대  | 정덕구(鄭德龜) | 1998년 3월 5일~1999년 5월 24일  |      |
| 김대중 정부 | 6대  | 엄낙용(嚴洛鎔) | 1999년 5월 24일~2000년 8월 11일 |      |
| 김대중 정부 | 7대  | 이정재(李晶載) | 2000년 8월 11일~2001년 3월 31일 |      |
| 김대중 정부 | 8대  | 김진표(金振杓) | 2001년 4월 1일~2002년 1월 29일  |      |
| 김대중 정부 | 9대  | 윤진식(尹鎭植) | 2002년 2월 4일~2003년 2월 27일  |      |
| 노무현 정부 | 10대 | 김광림(金光琳) | 2003년 3월 3일~2005년 6월 1일   |      |
| 노무현 정부 | 11대 | 박병원(朴炳元) | 2005년 6월 1일~2005년 7월 27일  |      |

#### 재정경제부 제1차관
| 정부        | 대수 | 이름           | 임기                           | 비고 |
| ----------- | ---- | -------------- | ------------------------------ | ---- |
| 노무현 정부 | 12대 | 박병원(朴炳元) | 2005년 7월 27일~2007년 2월 5일 |      |
| 노무현 정부 | 13대 | 김석동(金錫東) | 2007년 2월 9일~2008년 2월 29일 |      |

#### 재정경제부 제2차관
| 정부        | 대수 | 이름           | 임기                            | 비고 |
| ----------- | ---- | -------------- | ------------------------------- | ---- |
| 노무현 정부 | 12대 | 권태신(權泰信) | 2005년 7월 27일~2006년 5월 16일 |      |
| 노무현 정부 | 13대 | 진동수(陳棟洙) | 2006년 5월 16일~2007년 7월 27일 |      |
| 노무현 정부 | 14대 | 임영록(林英鹿) | 2007년 7월 27일~2008년 2월 29일 |      |

### 지식경제부 차관

#### 지식경제부 제1차관
| 정부        | 대수 | 이름           | 임기                            | 비고 |
| ----------- | ---- | -------------- | ------------------------------- | ---- |
| 이명박 정부 | 초대 | 임채민(林采民) | 2008년 3월 1일~2010년 3월 22일  |      |
| 이명박 정부 | 2대  | 안현호(安玹鎬) | 2010년 3월 23일~2011년 5월 18일 |      |
| 이명박 정부 | 3대  | 윤상직(尹相直) | 2011년 5월 18일~2013년 3월 13일 |      |

#### 지식경제부 제2차관
| 정부        | 대수 | 이름            | 임기                            | 비고                  |
| ----------- | ---- | --------------- | ------------------------------- | --------------------- |
| 이명박 정부 | 초대 | 이재훈(李載勳 ) | 2008년 3월 1일~2009년 1월 19일  |                       |
| 이명박 정부 | 2대  | 안철식(安哲植)  | 2009년 1월 20일~2009년 1월 28일 | 과로사로 재임 중 사망 |
| 이명박 정부 | 3대  | 김영학(金榮鶴)  | 2009년 2월 1일~2010년 8월 16일  |                       |
| 이명박 정부 | 4대  | 박영준(朴永俊)  | 2010년 8월 16일~2011년 5월 18일 |                       |
| 이명박 정부 | 5대  | 김정관(金正寬)  | 2011년 5월 18일~2013년 3월 13일 |                       |

### 외교통상부 차관

#### 외교통상부 차관
| 정부        | 대수 | 이름           | 임기                             | 비고               |
| ----------- | ---- | -------------- | -------------------------------- | ------------------ |
| 김대중 정부 | 초대 | 선준영(宣晙英) | 1998년 3월 8일~2000년 1월 27일   |                    |
| 김대중 정부 | 2대  | 반기문(潘基文) | 2000년 1월 27일~2001년 4월 1일   | 유엔 사무총장 역임 |
| 김대중 정부 | 3대  | 최성홍(崔成泓) | 2001년 4월 1일~2002년 2월 3일    |                    |
| 김대중 정부 | 4대  | 김항경(金恒經) | 2002년 2월 4일~2003년 3월 3일    |                    |
| 노무현 정부 | 5대  | 김재섭(金在燮) | 2003년 3월 3일~2004년 1월 28일   |                    |
| 노무현 정부 | 6대  | 최영진(崔英鎭) | 2004년 1월 28일~2004년 12월 27일 |                    |
| 노무현 정부 | 7대  | 이태식(李泰植) | 2004년 12월 27일~2005년 7월 22일 |                    |

#### 외교통상부 제1차관
| 정부        | 대수 | 이름           | 임기                             | 비고 |
| ----------- | ---- | -------------- | -------------------------------- | ---- |
| 노무현 정부 | 8대  | 이태식(李泰植) | 2005년 7월 22일~2005년 9월 29일  |      |
| 노무현 정부 | 9대  | 유명환(柳明桓) | 2005년 9월 29일~2006년 12월 1일  |      |
| 노무현 정부 | 10대 | 조중표(趙重杓) | 2006년 12월 1일~2008년 2월 29일  |      |
| 이명박 정부 | 11대 | 권종락(權鍾洛) | 2008년 2월 29일~2009년 11월 13일 |      |
| 이명박 정부 | 12대 | 신각수(申珏秀) | 2009년 11월 14일~2011년 2월 8일  |      |
| 이명박 정부 | 13대 | 박석환(朴錫煥) | 2011년 2월 9일~2012년 3월 2일    |      |
| 이명박 정부 | 14대 | 안호영(安豪榮) | 2012년 3월 2일~2013년 3월 13일   |      |

#### 외교통상부 제2차관
| 정부        | 대수 | 이름           | 임기                              | 비고 |
| ----------- | ---- | -------------- | --------------------------------- | ---- |
| 노무현 정부 | 8대  | 유명환(柳明桓) | 2005년 8월 1일~2005년 9월 29일    |      |
| 노무현 정부 | 9대  | 이규형(李揆亨) | 2005년 9월 29일~2006년 11월 30일  |      |
| 노무현 정부 | 10대 | 김호영(金浩榮) | 2006년 12월 1일~2008년 2월 29일   |      |
| 이명박 정부 | 11대 | 김성환(金星煥) | 2008년 2월 29일~2008년 6월 30일   |      |
| 이명박 정부 | 12대 | 신각수(申珏秀) | 2008년 7월 1일~2009년 11월 14일   |      |
| 이명박 정부 | 13대 | 천영우(千英宇) | 2009년 11월 14일~2010년 10월 26일 |      |
| 이명박 정부 | 14대 | 민동석(閔東石) | 2010년 10월 27일~2012년 3월 2일   |      |
| 이명박 정부 | 15대 | 김성한(金聖翰) | 2012년 3월 2일~2013년 3월 13일    |      |

### 산업통상자원부 차관

#### 산업통상자원부 제1차관
| 정부        | 대수 | 이름           | 임기                            | 비고 |
| ----------- | ---- | -------------- | ------------------------------- | ---- |
| 박근혜 정부 | 초대 | 김재홍(金宰弘) | 2013년 3월 15일~2014년 7월 24일 |      |
| 박근혜 정부 | 2대  | 이관섭(李官燮) | 2014년 7월 25일~2016년 8월 17일 |      |
| 박근혜 정부 | 3대  | 정만기(鄭萬氣) | 2016년 8월 18일~2017년 6월 12일 |      |
| 문재인 정부 | 4대  | 이인호(李仁浩) | 2017년 6월 13일~2018년 9월 26일 |      |
| 문재인 정부 | 5대  | 정승일(鄭升一) | 2018년 9월 27일~2020년 11월 1일 |      |
| 문재인 정부 | 6대  | 박진규(朴眞圭) | 2020년 11월 2일~2022년 5월 10일 |      |
| 윤석열 정부 | 7대  | 장영진(張瑛眞) | 2022년 5월 10일~2024년 1월 10일 |      |
| 윤석열 정부 | 8대  | 강경성(姜敬聲) | 2024년 1월 10일~2024년 8월 4일  |      |
| 윤석열 정부 | 9대  | 박성택(朴聖宅) | 2024년 8월 4일~2025년 6월 11일  |      |
| 이재명 정부 | 10대 | 문신학(文愼鶴) | 2025년 6월 11일~                |      |

#### 산업통상자원부 제2차관
| 정부        | 대수 | 이름           | 임기                            | 비고 |
| ----------- | ---- | -------------- | ------------------------------- | ---- |
| 박근혜 정부 | 초대 | 한진현(韓珍鉉) | 2013년 3월 15일~2014년 7월 24일 |      |
| 박근혜 정부 | 2대  | 문재도(文在燾) | 2014년 7월 25일~2016년 1월 18일 |      |
| 박근혜 정부 | 3대  | 우태희(禹泰熙) | 2016년 1월 18일~2017년 7월 25일 |      |
| 문재인 정부 | 4대  | 박기영(朴起永) | 2021년 8월 6일~2022년 5월 9일   |      |
| 윤석열 정부 | 5대  | 박일준(朴一俊) | 2022년 5월 13일~2023년 5월 10일 |      |
| 윤석열 정부 | 6대  | 강경성(姜敬聲) | 2023년 5월 10일~2024년 1월 10일 |      |
| 윤석열 정부 | 7대  | 최남호(崔南浩) | 2024년 1월 10일~2025년 6월 29일 |      |
| 이재명 정부 | 8대  | 이호현(李浩鉉) | 2025년 6월 29일~                |      |

## 같이 보기
- 산업통상자원부
- 산업통상자원부 장관
- 통상교섭본부장
- 산업통상자원부 차관보